# F・ポール・ウィルソン
フランシス・ポール・ウィルソン（Francis Paul Wilson、1946年5月17日 - ）は、アメリカ・ニュージャージー州出身の作家。医師免許を持ち、パートタイマーの医師でもある。自身の経歴を生かした医療サスペンスやSF、ホラーなどのジャンルを手がけている。代表作は長編伝奇ホラー『ナイトワールド・サイクル』(The Adversary Cycle) シリーズと『始末屋ジャック』シリーズ。
別ペンネームにメアリ・E・マーフィー (Mary Elizabeth Murphy) がある。

## 概要
医大在学中の1970年に『アスタウンディング』誌が作品を買い取り、これが作家デビューとなる。その後、1970年代は主にSFを執筆する。
1981年に発表したホラー作品『ザ・キープ』がベストセラーとなり、1983年に映画化、一躍その名を世界に知られる。
20世紀初頭の怪奇小説家ハワード・フィリップス・ラヴクラフトのファンであり、作品にはクトゥルフ神話を思わせる描写が見受けられる。

## 作品一覧

### ナイトワールド・サイクル (The Adversary Cycle)
- ザ・キープ（1981年, The Keep）
  - 『城塞』上・下（広瀬順弘訳、角川文庫） 1984年
    - 『ザ・キープ』上・下（広瀬順弘訳、扶桑社、扶桑社ミステリー） 1994年
- マンハッタンの戦慄 （1984年, The Tomb）
  - 『マンハッタンの戦慄』上・下（大滝啓裕訳、扶桑社、扶桑社ミステリー） 1990年
- 触手（タッチ） （1986年, The Touch）
  - 『触手（タッチ）』上・下（猪俣美江子訳、ハヤカワ文庫NV） 1988年
- リボーン （1990年, Reborn）
  - 『リボーン』（中原尚哉訳、扶桑社、扶桑社ミステリー） 1999年
- 闇の報復 (1991年, Reprisal)
  - 『闇の報復』上・下（仁科一志訳、扶桑社、扶桑社ミステリー） 1996年
- ナイトワールド (1992年, Nightworld)
  - 『ナイトワールド』上・下（広瀬順弘訳、扶桑社、扶桑社ミステリー） 1994年

### 始末屋ジャック (Repairman Jack)
- マンハッタンの戦慄 （1984年, The Tomb）※始末屋ジャック初登場作品
  - 上述
- A Day in the Life （短編） （1989年）
- The Long Way Home （短編） （1992年）
- Home Repairs （短編） （1996年）
- The Wringer （短編） （1996年）
- The Last Rakosh （1990年）
- 神と悪魔の遺産 （1998年, Legacies）
  - 『神と悪魔の遺産 - 始末屋ジャック』上・下（大滝啓裕訳、扶桑社、扶桑社ミステリー） 2001年
- 異界への扉 （1999年, Conspiracies）
  - 『異界への扉 - 始末屋ジャック』（大滝啓裕訳、扶桑社、扶桑社ミステリー） 2002年
- 悪夢の秘薬 （2000年, All The Rage）
  - 『悪夢の秘薬 - 始末屋ジャック』上・下（大滝啓裕訳、扶桑社、扶桑社ミステリー） 2003年
- 見えない敵 （2001年, Hosts）
  - 『始末屋ジャック 見えない敵』上・下（大滝啓裕訳、扶桑社、扶桑社ミステリー） 2005年
- 幽霊屋敷の秘密 （2002年, Haunted Air）
  - 『始末屋ジャック 幽霊屋敷の秘密』上・下（大滝啓裕訳、扶桑社、扶桑社ミステリー） 2005年
- 深淵からの脅威 （2003年, Gateways）
  - 『始末屋ジャック 深淵からの脅威』上・下（大滝啓裕訳、扶桑社、扶桑社ミステリー） 2006年
- 凶悪の交錯 （2004年, Crisscross）
  - 『始末屋ジャック 凶悪の交錯』上・下（大滝啓裕訳、扶桑社、扶桑社ミステリー） 2009年
- 地獄のプレゼント （2005年, Infernal）
  - 『始末屋ジャック 地獄のプレゼント』上・下（大滝啓裕訳、扶桑社、扶桑社ミステリー） 2012年
- Harbingers （2006年）
- Interlude at Duane's （短編） （2006年）
- Bloodline （2007年）
- Do-Gooder （短編） （2007年）
- By The Sword （2008年）
- Ground Zero （2009年）
- Fatal Error （2010年）
- The Dark at the End （2011年）

### Young Repairman Jack
- Secret Histories (young adult novel) （2008年）
- Secret Vengeance (young adult novel) （2009年）
- Secret Circles (young adult novel) （2009年）
- Secret Vengeance (young adult novel) （2011年）

### LaNague Federation
1. An Enemy of the State （1980年） (reprinted in 2005, includes "Lipidleggin'" and "Ratman")
2. Wheels Within Wheels （1978年） (revised/reprinted in 2005, includes "Higher Centers" and "The Man with the Anteater")
3. Healer （1976年）

- ホログラム街の女 （1989年, Dydeetown World）
  - 『ホログラム街の女』（浅倉久志訳、ハヤカワ文庫SF）1998年
- The Tery （1990年）
- LaNague Chronicles (1992)(An Enemy of the State / Wheels Within Wheels / Healerの合本)

### その他
- 黒い風 （1988年, Black Wind）
  - 『黒い風』上・下（大瀧啓裕訳、扶桑社、扶桑社ミステリー）1992年
- Soft and Others （短編集） （1989年）
- 闇から生まれた女（Sibs, 1991年）
  - 『闇から生まれた女』上・下（白石朗訳、扶桑社、扶桑社ミステリー）1994年
- Freak Show （1992年） (contributor and editor)
- 密閉病室 （1994年, The Select）
  - 『密閉病室』（岩瀬孝雄訳、ハヤカワノヴェルズ）1996年
    - 『密閉病室』（岩瀬孝雄訳、ハヤカワ文庫NV）1998年
- 体内兇器 （1995年, Implant)
  - 『体内凶器』（猪俣美江子訳、ハヤカワノヴェルズ）1997年
- Mirage （1996年）
- Nightkill （1997年）
- Masque （1998年）
- The Barrens and Others （短編集） （1998年）
- The Christmas Thingy （2004年）
- The Fifth Harmonic （2003年）
- Sims （2003年）
- Artifact （2003年）
- Midnight Mass （2004年）
- The Peabody-Ozymandias Traveling Circus & Oddity Emporium （2007年）
- Aftershock and Others （短編集） （2009年）

### メアリ・E・マーフィー名義
- 聖母の日（1996年, Virgin)
  - 『聖母の日』上・下（白石朗訳、扶桑社、扶桑社ミステリー）1999年